# Piedras rúnicas de Sigtrygg
Las dos piedras rúnicas de Sigttrygg, identificadas como DR 2 y DR 4 en la Rundata, pertenecen al grupo de piedras de Hedeby encontradas en Schleswig-Holstein, Alemania, que durante la Era vikinga perteneció a Dinamarca. Las piedras rúnicas se erigieron para honrar al rey danés Sigtrygg Gnupasson, por su madre Ásfriðr. Ambas son evidencias, junto a las citas del cronista Adán de Bremen, que la dinastía real sueca de la Casa de Olaf ocupó en algún momento de la historia el trono danés.
Las piedras se han fechado hacia 934 d. C., en ambas piedras se cita al rey Gnupa, uno de los hijos de Olof el Descarado; según el historiador Viduquindo de Corvey, Gnupa se vio forzado al vasallaje y pagar tributo al rey alemán en ese mismo año.

## DR 2
DR 2 se encontró en la zona de Hedeby en 1797. Al principio los historiadores consideraron esta piedra, la DR 4 y otras inscripciones como evidencia de la influencia sueca en Dinamarca durante el siglo X. Por ejemplo, ambas piedras están escritas en futhark joven y DR 2 en runas de ramita corta muy típica de Suecia y Noruega. Sin embargo, en los últimos años esta teoría se ha minimizado después de demostrar que parte de la prueba argumental era en realidad debido a un error de datación de otra piedra rúnica y las posibles faltas de ortografía de algunas palabras en las inscripciones.

### Inscripción
En caracteres latinos:
A osfriþr : karþi : kum bl ' þaun oft : siktriku :
B sun (:) (s)in : oui : knubu
En nórdico antiguo: 
A Asfriþr gærþi kumbl þøn æft Sigtryg,
B sun sin ok Gnupu.
En castellano: 
A Ásfriðr hizo el memorial después de Sigtrygg
B su hijo junto con Gnupa

## DR 4
DR 4 fue descubierta en 1887 en el castillo de Gottorf. Antes de reconocer la importancia histórica de estas piedras, se utilizaban como material para la construcción. 

### Inscripción
En caracteres latinos:
A osfriþr ÷ karþi kubl ÷ þausi ÷ tutiR ÷ uþinkaurs ÷ oft ÷ siktriuk ÷ kunuk ÷
B ÷ sun ÷ sin ÷ ÷ auk ÷ knubu ÷
C kurmR (÷) raist (÷) run(a)(R) (÷)
En nórdico antiguo: 
A Asfriþr gærþi kumbl þøsi, dottiR Oþinkors, æft Sigtryg kunung,
B sun sin ok Gnupu.
C GormR rest runaR.
En castellano: 
A Ásfriðr hizo el memorial, la hija de Odinkar, después del rey Sigtrygg,
B su hijo junto con Gnupa.
C Gorm grabó las runas.